# Retrophyllum vitiense
Retrophyllum vitiense é uma espécie de conífera da família Podocarpaceae.
Pode ser encontrada nos seguintes países: Fiji, Indonésia, Papua-Nova Guiné e Ilhas Salomão.